# David Gallup
David Gallup var en amerikansk politiker som var viceguvernör i Connecticut från 1879 till 1881. Detta var under den tvååriga mandatperiod som Charles B. Andrews var guvernör.